# 测谎人
《测谎人》（英語：Lie Detector）是2021年中国大陆喜剧片，导演杨沅翰，主演马丽、文章、梁超、于洋，特邀出演马精武、张双利、游本昌、杨新鸣。2021年8月13日在中国大陆上映。

## 演员
- 马丽 出演 马小凡，测谎人。
- 文章 出演 左南，欺诈师。
- 梁超 出演 黑哥，社会人。
- 于洋 出演 马候，左南的徒弟。
- 马精武
- 张双利
- 游本昌 出演 高僧
- 杨新鸣
- 于莎莎

## 上映
2021年7月28日，片方宣布该片将在8月20日上映。但是提档至8月13日上映。